# Rendez-vous meurtrier
Rendez-vous meurtrier est un téléfilm allemand réalisé par Rex Piano et diffusé en 2008.

## Fiche technique
- Titre original : Murder.com
- Scénario : Tom Nelson, Jake Gerhardt, Kimberly Goddard Kuskin
- Durée : 88 min
- Pays :  Allemagne

## Distribution
- Alexandra Paul (V.F. : Véronique Augereau) : Stacy
- David Chokachi (V.F. : Maurice Decoster) : Bobby
- Robyn Lively (V.F. : Nathalie Gazdik) : Lauren
- David Moretti (V.F. : Jérémy Prevost) : Roger
- Bart Johnson (V.F. : Emmanuel Karsen) : Garner
- John Colton : Nate Brine
- Ellyn Daniels : Kate
- Julien Fenton (V.F. : Thierry Bourdon) : Joueur
- Matt Freeman : Arthur
- Matthew Mahaney : Ben
- Brett Talmadge : Officier Donnelly
- Michelle Wolff : Dana